# Ладислав Алмаши
Ладислав Алмаши (словац. Ladislav Almási / угор. Ladislav Almási; нар. 6 березня 1999, Братислава, Словаччина) — словацький футболіст угорського походження, нападник чеського клубу «Банік» (Острава) та національної збірної Словаччини.

## Клубна кар'єра

### «Сениця»
Футбольну кар'єру розпочав у «Дунайській Стреді», звідки 2013 року перейшов до «Сениці». У Суперлізі Словаччини дебютував за «Сеницю» 1 березня 2016 року в поєдинку 21-го туру проти «ВіОна» (Злате Моравце), в якому на 69-й хвилині замінив Давід Лешко. До завершення сезону провів 6 матчів у вищому дивізіоні, в яких відзначився одним голом.

### «Дунайська Стреда» та оренди
У серпні 2016 року перейшов до «Дунайської Стреди». Однак за перші два з половиною роки виступів у ДАК використовувався лише двічі. У січні 2019 року відданий в оренду клубу другого дивізіону «Шаморін». До кінця оренди провів 13 матчів у другому дивізіоні, відзначився 4-ма голами. На сезон 2019/20 років відданий в оренду до клубу другого дивізіону «Петржалка». За «Петржалку» до зимової перерви провів 13 матчів у другому дивізіоні та відзначився одинадцятьма голами.

### «Ружомберок»
Під час зимової перерви вище вказаного сезону оренда закінчилася достроково, й Алмаші перейшов до «Ружомберока». За «Ружомберок» до кінця сезону провів сім матчів у вищому дивізіоні, в яких відзначився двома голами. До зимової перерви сезону 2020/21 років нападник провів 14 матчів у вищому дивізіоні Словаччини та забив шість м'ячів.

### «Ахмат» (Грозний)
20 січня 2021 року приєднався до клубу російської Прем'єр-ліги «Ахмат» (Грозний) в оренду до завершення сезону 2020/21 років з правом викупу. До завершення оренди провів 8 м'ячів у російській Прем'єр-лізі, забитими м'ячами не відзначався.

### «Банік» (Острава)
18 червня 2021 року його контракт викупив «Банік» (Острава).

## Кар'єра в збірній
З жовтня 2015 року по березень 2016 року Ладислав Алмаші провів чотири матчі за юнацьку збірну Словаччини (U-17). З вересня 2019 по листопад 2020 років провів за молодіжну збірну Словаччини 9 матчів.
У футболці національної збірної Словаччини дебютував 8 жовтня 2021 року в поєдинку кваліфікації чемпіонату світу проти Росії. Ладислав вийшов на поле після 79 хвилин гри, замінивши Лукаша Харасліна в програному поєдинку (0:1), який встановився завдяки автоголу Мілана Шкріняра в першому таймі.

## Особисте життя
Ладислав Алмаши народився в Братиславі в родині етнічних угорців.